# Thomas Brown (Sportschütze)
Thomas Granville Brown (* 2. Februar 1885 in Halleck; † 4. November 1950 in Rawlins) war ein US-amerikanischer Sportschütze.

## Erfolge
Thomas Brown nahm an den Olympischen Spielen 1920 in Antwerpen in fünf Wettbewerben teil. In der Mannschaftskonkurrenz mit dem Armeegewehr im stehenden Anschlag über 300 m gewann er gemeinsam mit Lawrence Nuesslein, Willis Lee, Carl Osburn und Lloyd Spooner die Silbermedaille. In der Disziplin Laufender Hirsch verpasste er im Einzel im Einzel- sowie im Doppelschuss eine vordere Platzierung. In den Mannschaftskonkurrenzen wurde er im Doppelschuss Vierter, während er im Einzelschuss gemeinsam mit Nuesslein, Lee, Osburn und Spooner die Bronzemedaille gewann.
Brown war zunächst Lehrer in West Virginia, ehe er in die US Army eintrat. Während der Spiele 1920 war er First Lieutenant der 41st Infantry.